# 大神武俊
大神武俊（1932年11月1日—2003年1月16日），日本棒球選手，出生於福岡県，曾經效力於日本職棒福岡軟體銀行鷹等隊伍，於1956年退休，生涯通算44次勝投。